# Aleksandr Vasil'evič Gudovič
Il conte Aleksandr Vasil'evič Gudovič, in russo Александр Васильевич Гудович? (11 ottobre 1869 – Mosca, 1919), è stato un nobile e politico russo.

## Biografia
Membro di un'antica famiglia nobile russa, Aleksandr era il figlio del colonnello Vasilij Vasil'evič Gudovič (1819-1886), e di sua moglie, la principessa Varvara Nikolaevna Ščerbatova, figlia del governatore di Mosca, Nikolaj Aleksandrovič Ščerbatov.

## Carriera
Ricoprì la carica di maresciallo della nobiltà (1892-1902). Nel 1901 divenne membro del consiglio di Stato. Nel 1902 divenne vice governatore di Jaroslavl', carica che ricoprì fino al 1905.
Nel 1916 ricoprì la carica di governatore di Kutaisi.

## Matrimonio
Nel 1900 sposò Marija Sergeevna Šeremeteva (1880-1945), la più giovane figlia del conte Sergej Dmitrievič Šeremetev e di Ekaterina Pavlovna Vjazemskaja. Ebbero quattro figli:
- Varvara Aleksandrovna (1900-1938), sposò Vladimir Vasil'evič Obolenskij;
- Dmitrij Aleksandrovič (1903-1937);
- Marija Aleksandrovna (1905-1940), sposò il principe Sergej Sergeevič L'vov;
- Andrej Aleksandrovič (1907-1994).

## Morte
Nel 1918 venne arrestato e condannato ai lavori forzati fino alla fine della guerra civile. L'anno successivo fu giustiziato a Mosca.